# Chowd-Aimag
Chowd-Aimag este un aimag, (provincie) în Mongolia.